# Premio Reina Sofía de Composición Musical
El Premio Reina Sofía de Composición Musical fue creado por la Fundación de Música Ferrer-Salat y es entregado de forma anual. Se trata de animar la creación musical y facilitar a los compositores la posibilidad de que su música pueda ser interpretada, escuchada y difundida. Inicialmente se circunscribió a un ámbito nacional, hoy en día se ha establecido como un galardón internacional, y una de las actividades más importantes que lleva a cabo la Fundació de Música Ferret-Salat. A diferencia de otros concursos de composición, éste no tiene limitación de edad. Las obras ganadoras son estrenadas por la Orquesta Sinfónica de Radio Televisión Española y grabadas en disco compacto por el sello de RTVE.

## Autores y obras premiadas
Relación de autores galardonados:
- 2024: Fabià Santcovsky Reschini por Concierto de los Elementos: I&II[5]
- 2023: Javier Quislant García por Unda maris.
- 2022: Nuria Núñez Hierro por Enjambres.
- 2021: Octavi Rumbau Masgrau por El Belvedere de Escher, para piano y orquesta.
- 2020: Carlos Fontcuberta Llavata por Trencadís
- 2019: Juan Cruz Guevara por Pictograma
- 2017: Juan Durán por Whispers in the Dark[6]
- 2016: Antonio Lauzurika por Tres espacios luminosos
- 2015: Francisco Martin Quintero por Orografía sonora
- 2014: Miquel Oliu Nieto por Alegorías de Otoño[7]
- 2013: Joan Magrané Figuera (premiado) "...secreta desolación..."
- 2012: Eunho Chang (premiado) "Fantasia Luminosité"
- 2011: Hong-Jun Seo (premiado)
- 2010: Hermes Luaces (premiado) “Agujeros negros
- 2010: Giuliano Bracci (finalista)
- 2010: Alexander Muno (finalista)
- 2009: Giovanni Bonato (premiado)
- 2009: Miguel Farías (finalista)
- 2009: Kent Olofsson (finalista)
- 2008: Jae-Moon Lee (premiado)
- 2008: Eduardo Soutullo (finalista)
- 2007: Gabriel Erkoreka (premiado) “Fuegos”
- 2007: Takahiro Sakuma (finalista)
- 2006: Ramon Humet “Escenas de Pájaros”
- 2005: Eneko Vadillo Pérez “Alnur”
- 2004: Daniele Gasparini “Myselves Passacaglia”
- 2003: Massimo Botter “Les Algues”
- 2002: Mario Gosálvez Blanco “Arlequín”
- 2001: Gonzalo de Olavide (Por el conjunto de su obra)
- 2000: Mauricio Sotelo “Si después de morir…” (Para voz y orquesta)
- 1999:  Jesús Torres “Concierto para piano y orquesta”
- 1998: Javier Santacreu Cabrera “Oniris” (Música del Somni)
- 1997: Francisco José Martín Jaime “Klavierkonzert”
- 1996: Albert Llanas Rich “Derivations for orchestra”
- 1995: Alejandro Civilotti “Cinco grabados para orquesta”
- 1994: Víctor Rebullida Adiego “In memoriam”
- 1993: Israel David Martínez “La jeune martyre”
- 1992: Xavier Montsalvatge (Por el conjunto de su obra)
- 1991: Salvador Brotons “Virtus op. 53″
- 1990: Sophie Leclerc “Syzygies”
- 1989: Agustín Bertomeu Salazar “Concierto para violonchelo y orquesta”
- 1988: Agustín Charles Soler “Iunxi”
- 1987: Ángel Oliver Pina “Nunc”
- 1986: José Luis Turina “Ocnos” (Música para orquesta sobre poemas de Cernuda)
- 1985: Witold Lutoslawski (Por el conjunto de su obra)
- 1984: Claudio Prieto “Concierto imaginante”
- 1983: Joan Guinjoan “Trama”